# 劉詩雯
劉 詩雯（りゅう しぶん、リウ・シーウェン、英語: Liu Shiwen 1991年4月12日- ）は中国・遼寧省出身の卓球選手。

## 経歴
2004年に神戸市で行われた世界ジュニア卓球選手権では女子シングルスは準優勝に終わったものの女子ダブルス、混合ダブルス、団体で優勝した。2009年の世界選手権横浜大会では女子シングルスでベスト4に入った。同年10月のワールドカップで優勝、ITTFプロツアーでも好成績を重ねて2010年1月3日に発表された世界ランキングで1位となった。2010年の世界選手権モスクワ大会では張怡寧の抜けた中国代表のエースとして団体戦9連覇を期待されたが決勝のシンガポール戦で王越古、馮天薇に敗れて優勝を逃した。
2016年の第53回世界卓球選手権団体戦で李暁霞、丁寧とともに優勝、同年のリオデジャネイロオリンピックでは世界ランク1位であるものの、団体戦のみの出場となり、李暁霞、丁寧とともに金メダルを獲得した。
2019年の第55回世界卓球選手権個人戦では許昕との混合ダブルスで金メダルを獲得した。翌日の女子シングルス決勝では陳夢を破り、2009年から続く6大会連続メダルと初優勝を飾った。
2021年の東京オリンピックでは、許昕とのペアで混合ダブルスで銀メダルを獲得した。

## 人物
福原愛とは仲が良く、しばしば背比べを行い、お互いに自分の方が背が高いと主張している。

## 関連書籍
- 卓球レポート 2010年4月号